# Пятница (альбом)
«Пятница» — дебютный студийный альбом харьковского регги-дуэта 5’nizza, выпущенный лейблом Grand Records на компакт-дисках и аудиокассетах 27 июня 2003 года.
Альбом состоит из 19 треков и был записан в харьковской студии звукозаписи М-Арт с помощью звукорежиссёра Сергея Кондратьева осенью 2002 года. Музыку для альбома создал гитарист Сергей Бабкин, а тексты написали Сергей Бабкин и Андрей Запорожец. Альбом создан в жанре регги с примесью альтернативного хип-хопа, фанка, эйсид-джаза, соула и фолк-рока.
В поддержку релиза были сняты видеоклипы на песни «Зима», «Солдат» и «Ямайка». Альбому предшествовал неофициальный релиз «Анплаггед», выпущенный в декабре 2002 года за полгода до выхода официального и содержал трек «Jammin’» (кавер-версия Боба Марли). В официальный альбом были включены дополнительные три песни: «Ты на ту», «Зима» и «Тянуться». Презентация альбома состоялась в московском СДК МАИ в пятницу 27 июня.

## Об альбоме
Участники дуэта Андрей Запорожец («СанСаныч») и Сергей Бабкин («Отец РодНой») впервые познакомились в 1995 году, а песни начали сочинять в 2000 году. Впервые выступили на фестивале «Казантип» в селе Поповка под Евпаторией в августе 2002 года, где познакомились со своим будущим менеджером Эдуардом Шумейко (Шум из группы W.K.?). Осенью Шумейко попросил организаторов одного киевского концерта взять «Пятницу» на разогрев перед выступлением своей группы W.K.?, после чего пригласил дуэт в Москву для организации шести сольных концертов. В октябре-ноябре на одном из концертов в московском клубе «Китайский Лётчик Джао Да» «Пятницу» заметил Андрей Макаревич из группы «Машина времени», после чего пригласил их поучаствовать в программе «Кухня» на телеканале ТВ Центр вместе с новой группой Макаревича «Креольское танго», где они вместе исполнили «Ямайку». После этого дуэт заметил генеральный продюсер «Нашего радио» Михаил Козырев и поставил в эфир песню «Солдат» 29 ноября 2002 года. 28 декабря дуэт появился в программе «Воздух» на «Нашем радио», где в течение часа беседовал с ведущей и исполнил песни «Пятница», «Солдат», «Вода», «Ушедшим слишком рано», «Я не той…», «Jammin’» (кавер-версия Боба Марли), «Ямайка», «Гимн СССР». 6 декабря на московском рынке «Горбушка» в продаже появился пиратский компакт-диск «Пятницы» «Анплаггед», состоящий из 17 треков, оформленный с указанием никнеймов исполнителей («Sun» и «Dикий») и электронной почты группы.
2 января 2003 года группа «Пятница» выступила в московском клубе «Бункер», 25 января в клубе «Китайский Лётчик Джао Да» на фестивале «25 часов», а 30 января — в том же клубе с сольным концертом. 7 февраля сыграли в московском СДК МАИ. В ночь с 8 на 9 февраля состоялась вторая церемония вручения Премии «Побоroll» за достижения в области живой музыки, где в номинации «Прорыв года» победила  5’nizza. 14 марта в московском СДК МАИ состоялся первый официальный концерт группы «5’NIZZA» («Пятница»). В марте был снят видеоклип на песню «Зима», который так и не был выпущен. 1 апреля группа появилась в гостях у Сергей Шнурова на «Нашем радио» с песней «Smells Like Teen Spirit» группы Nirvana, 2 апреля дуэт отыграл в клубе «Консерва». 4 апреля «Ямайка» вошла в хит-парад «Чартова дюжина» «Нашего радио», а 23 мая там оказалась песня «Я с тобой». 20 апреля состоялся концерт в клубе «Ротонда», 24 апреля — в клубе «ПирОГИ», 27 апреля — в клубе «проект ОГИ», а 10 мая — в клубе «16 тонн».

## Список композиций
| №   | Название                    | Длительность |
| --- | --------------------------- | ------------ |
| 1.  | «Сюрная»                    | 4:04         |
| 2.  | «Я не той…»                 | 2:46         |
| 3.  | «Я тебя вы…»                | 4:03         |
| 4.  | «Весна (правильная версия)» | 4:20         |
| 5.  | «Сон»                       | 2:55         |
| 6.  | «Вода»                      | 3:10         |
| 7.  | «Я с тобой»                 | 4:10         |
| 8.  | «Ты кидал»                  | 3:06         |
| 9.  | «Стрела»                    | 2:08         |
| 10. | «Ямайка»                    | 4:03         |
| 11. | «Свобода»                   | 3:03         |
| 12. | «Big Badda Boom»            | 2:58         |
| 13. | «Нева»                      | 4:47         |
| 14. | «Солдат»                    | 3:10         |
| 15. | «Ушедшим слишком рано»      | 3:28         |
| 16. | «Пятница»                   | 2:56         |
| 17. | «Ты на ту»                  | 2:22         |
| 18. | «Зима»                      | 6:13         |
| 19. | «Тянуться»                  | 3:34         |
| 20. | «Солдат (видео)»            |              |

## Музыканты
- Андрей Запорожец — вокал
- Сергей Бабкин — бэк-вокал, акустическая гитара, имитация инструментов голосом (битбокс, вокальная перкуссия).

## Видеоклипы
- «Зима» (2003)
- «Солдат» (2003)
- «Ямайка» (2003)

## Критика
В августе 2003 года рецензент сайта «Звуки.ру» Дмитрий Бебенин назвал солистов достойными и компетентными продолжателями дела Бобби Макферрина. Среди жанров альбома выделил такие стили, как фанк («Сюрная», «Я с тобой»), хип-хоп («Я тебя вы…», «Ты кидал»), регги («Я не той», «Ямайка») и эйсид-джаз («Стрела»). В «Я не той» музыканты адаптировали дабовые речитативы к нуждам украинской фонетики, а в «Весне» изобразили трубу игрой на губах, заменив ударные маракасом. В песнях раскиданы отсылки к хитам прошлых лет: в «Ты кидал» всплывает кусочек из песни «Here Comes the Hotstepper» ямайского исполнителя Айни Камози (1994), а основной рифф «Стрелы», исполняемый вживую как имитация семпла, отсылает к «Baby I’m Gonna Leave You» британской рок-группы Led Zeppelin (1969).
В 2003 году в сентябрьском номере журнала Play музыкальный критик Алексей Мажаев назвал солистов харьковского дуэта «бардами нового века, активно использующими регги и речитатив», однако в больших количествах «Пятница» трудно выносима, и уже к середине альбома «одинокая гитара и кривляющиеся голоса вызывают неодолимую зевоту».